# Gluhi Do
Gluhi Do (en serbe cyrillique : Глухи До) est un village du sud du Monténégro, dans la municipalité de Bar.

## Démographie

### Évolution historique de la population
| 1948 | 1953 | 1961 | 1971 | 1981 | 1991 | 2003 |
| ---- | ---- | ---- | ---- | ---- | ---- | ---- |
| 718  | 703  | 675  | 470  | 329  | 158  | 176  |